# NK Dinamo Kutina
NK Dinamo je nogometni klub iz Kutine, iz gradskog naselja Krč. Jedan je od nekoliko nogometnih klubova u gradu Kutini. Od sezone 2020./21. se ne natječe.

## Povijest
Osnovan je 1968 kao amaterski nogometni klub. S natjecanjem je počeo kada je 1992. godine Hrvatska dobila svoje lige. U sezoni 2019./20. se natjecao u 3. ŽNL Sisačko-moslavačke i završio na 2. mjestu. U sezoni 2020./21. odustaje od natjecanja nakon 3 kola.